# Глибокий
Глибокий — селище в Україні, у Кадіївській міській громаді Алчевського району Луганської області.
Знаходиться на тимчасово окупованій території України.
Відповідно до Розпорядження Кабінету Міністрів України від 12 червня 2020 року № 717-р «Про визначення адміністративних центрів та затвердження територій територіальних громад Луганської області» увійшло до складу Кадіївської міської громади.